# Liam McMorrow
Liam Paul McMorrow (Vancouver, British Columbia, 22 de julio de 1987) es un jugador de baloncesto canadiense. 

## Carrera Universitaria
McMorrow creció jugando hockey sobre hielo, pero al aumentar su altura rápidamente durante su adolescencia comenzó a practicar baloncesto. En 2007 jugó para los Durham College Lords de Oshawa, Ontario, en la CCAA. Luego de su temporada como freshman recibió una oferta para transferirse a la Universidad Marquette de Milwaukee, Wisconsin, y actuar con los Marquette Golden Eagles en la Big East Conference de la División I de la NCAA. 
Al llegar a su nuevo destino, por una cuestión reglamentaria, lo designaron como redshirt, lo que significaba que no podría jugar ningún partido oficial durante un año pero si podría asistir a las prácticas del equipo. Empero en mayo de 2009 se conoció la noticia que una condición médica le impediría jugar con los Golden Eagles.
Pese a todo, McMorrow decidió continuar con su carrera, por lo que se enroló en la Universidad Tecnológica de Tennessee de Cookeville, Tennessee, incorporándose a los Tennessee Tech Golden Eagles, otro equipo de la División I de la NCAA pero que formaba parte de la Ohio Valley Conference. En sus últimas dos temporadas como jugador universitario promedió 3.6 puntos y 3.1 rebotes por partido en 62 juegos.

### Universidades
| Club                         | País           | Clase     | Año         |
| ---------------------------- | -------------- | --------- | ----------- |
| Durham College               | Canadá         | Freshman  | 2007 - 2008 |
| Marquette Golden Eagles      | Estados Unidos | Sophomore | 2009 - 2010 |
| Tennessee Tech Golden Eagles | Estados Unidos | Junior    | 2010 - 2011 |
| Tennessee Tech Golden Eagles | Estados Unidos | Senior    | 2011 - 2012 |

## Carrera profesional
McMorrow se presentó al draft de la NBA Development League de 2012, donde fue seleccionado por el Iowa Energy. Sin embargo solo jugaría 4 partidos con ese equipo antes de pasar a ser un agente libre. En consecuencia McMorrow se fue a Taiwán, donde jugaría hasta mediados de 2013 en los Dacin Tigers. Estuvo presente en la NBA Summer League de ese año como miembro de los New York Knicks, pero, al no conseguir un contrato, retornó a Taiwán para sumarse al Bank of Taiwan.
En enero de 2015 regresó a su país natal, fichado por los Halifax Rainmen de la Liga Nacional de Baloncesto de Canadá. Su equipo llegaría a la final del torneo, pero antes del juego decisivo McMorrow protagonizó un altercado con el entrenador del equipo contrario, lo que hizo que los Rainmen decidieran abandonar la competencia.
Luego de ese episodio, el pívot participaría de la Orlando Summer League como parte de Los Angeles Clippers. Nuevamente al no recibir una oferta contractual por ninguna de las franquicias de la NBA, emprendió su retorno a Asia para jugar en clubes de Filipinas, China, Irán y Taiwán.
En octubre de 2017 fue contratado por los Raptors 905, haciendo así su regreso a la NBA G League. De todos modos fue desvinculado de la organización poco después, sin haber podido disputar ni un partido oficial. 
El siguiente destino de McMorrow sería el club Obras Sanitarias de la Liga Nacional de Básquet de Argentina. Pero, tras actuar en 8 partidos, fue cortado del plantel. 
Luego de ello participaría de los campos de entrenamiento de los Philadelphia 76ers y del Oklahoma City Thunder, y jugaría en un torneo continental para clubes asiáticos con los Meralco Bolts de Filipinas.
En 2019 jugó para el Oklahoma City Blue de la NBA G League en el mes de febrero y para el Formosa Dreamers de la ASEAN Basketball League en el mes de diciembre. 

### Clubes
Actualizado al 9 de mayo de 2018

| Club                        | País           | Año         |
| --------------------------- | -------------- | ----------- |
| Iowa Energy                 | Estados Unidos | 2012        |
| Dacin Tigers                | Taiwán         | 2013        |
| Bank of Taiwan              | Taiwán         | 2013 - 2014 |
| Halifax Rainmen             | Canadá         | 2015        |
| Barako Bull Energy          | Filipinas      | 2015        |
| Jiangsu Tongxi Monkey Kings | China          | 2015        |
| Yulon Luxgen Dinos          | Taiwán         | 2016        |
| Naft Abadan                 | Irán           | 2016        |
| Fubon Braves                | Taiwán         | 2016        |
| TTL Taiwan Beer             | Taiwán         | 2017        |
| Obras Sanitarias            | Argentina      | 2018        |
| Meralco Bolts               | Filipinas      | 2018        |
| Oklahoma City Blue          | Estados Unidos | 2019        |
| Formosa Dreamers            | Taiwán         | 2019        |

## Vida personal
McMorrow es hermano de Sean McMorrow, quien jugó al hockey sobre hielo de manera profesional.  